# Али-паша Тепеленский

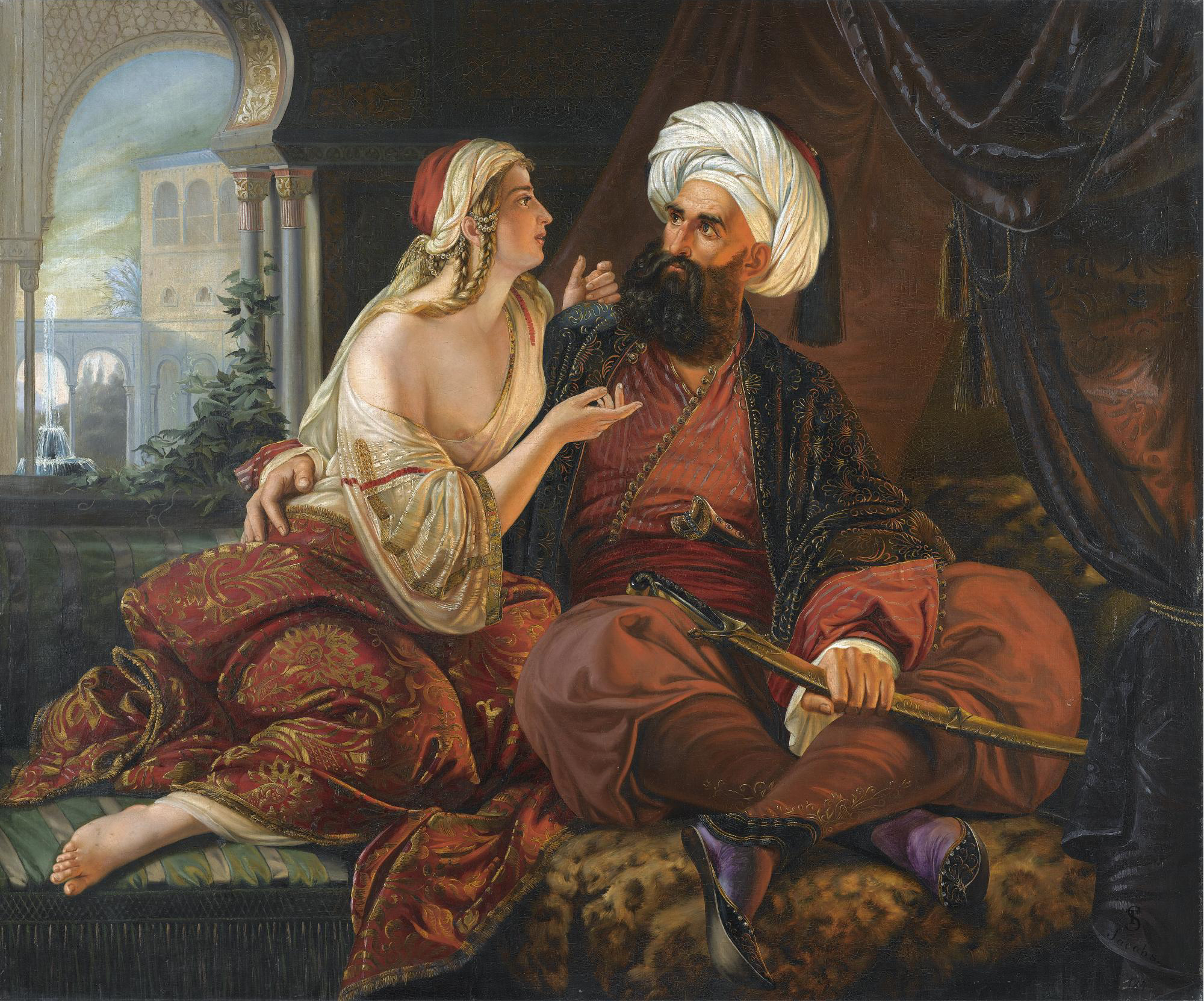
«Али-паша и Кира Вассилики», Поль Эмиль Джейкобс (1802-1866)

Али-паша Тепеленский, Али-паша Янинский (тур. Tepedelenli Ali Paşa, 1750 — 5 февраля 1822) — номинальный вассал Османской империи, фактический правитель Албании и части Греции, из Янины.

## Биография

#### Карьера и расширение владений
Сын албанского властителя в Тепелене, в Южной Албании. Занял положение деребея после разнообразных стычек с турецким властелином и с некоторыми родственниками.
Победив Селима-пашу, наместника Дельфико, он добился поста наместника Южной Албании и как таковой был назначен Диваном, который он сумел подкупить, на пост коменданта фессалийских и эпирских горных проходов.
Во время турецкой войны с Россией и Австрией в 1787 году он получает наместничество в Трикале в Фессалии.
В 1788 году, овладев незаконно Яниной, он ещё расширил свои пределы. Помирить Порту с таким актом насилия было ему не трудно, так как Али был столь же богат, сколько могущественен.
После падения Венецианской республики в 1797 году французы захватили Ионические острова, последние венецианские колонии в Греции. Помимо островов, французы также получили несколько венецианских эксклавов на материковой Греции, таких как Бутринти, Превеза и другие. Тем временем правитель Янинского пашалыка Али-паша Тепеленский, который находился под вассалитетом Османской империи, занимался расширением своих владений, и также хотел получить контроль над этими эксклавами. Попытки французов привлечь Али на свою сторону провалились, а когда Османская империя объявила войну против Франции, Али атаковал французские позиции в Превезе, включая руины древнего города Никополь. Битва при Никополе 23 октября 1797 года завершилась поражением французов и занятием, а затем разграблением Превезы албанцами.
В 1803 году после трёхлетней войны он покорил сулиотов и получил титул сераскира Румелии. К 1812 году Али-паше была подвластна территория с населением до 1,5 млн чел.
В это же время албанский поэт Хаджи Шахрети написал в честь наместника одноимённую поэму на греческом языке.
Крепость Али-Паши Янинского в Янине называлась Кастрото и находилась на острове Янина на Янинском озере. Государственный архив Республики Македония (ДАРМ), отдел Битолы, обладает фотографиями разбойничьей цитадели Али-паши и здания, в котором он был казнён, сделанными в 1899 и 1898 годах братьями Манаками.

#### Политика Али-паши
Али умел держать в порядке свои провинции, прибегая подчас к крайним мерам и казни недовольных. Торговля и ремесла процветали при нём, и европейцы смотрели на него, как на искусного правителя. Поддерживал суфийские ордена, особенно бекташей. Но больше всего Али стал известен вследствие своих изменнических сношений с европейскими державами. Уже во время войны с Россией Али находился в переписке с Потемкиным.
Во время Египетского похода Наполеон Бонапарт послал к Али своего офицера; став императором, в 1807 году он снова вступил с ним в сношения. Позже Али счел для себя более выгодным стать на сторону англичан, которые в 1819 году помогли ему взять албанскую прибрежную крепость Паргу.

#### Поражение и казнь
В 1820 году султан Махмуд II решил положить конец его владычеству. С этой целью он послал в Албанию свои войска, которые после многочисленных стычек принудили Али к сдаче цитадели на озере Янина (1 февраля 1822 года). Вопреки условиям капитуляции, Али, которому было больше 70 лет, 5 февраля 1822 года отрубили голову и доставили её в Константинополь, где она была выставлена напоказ перед Сералем. Место казни Али-паши находится на острове Янина в озере Янина. Позже были казнены и его сыновья, попавшиеся в 1820 году в турецкие руки.

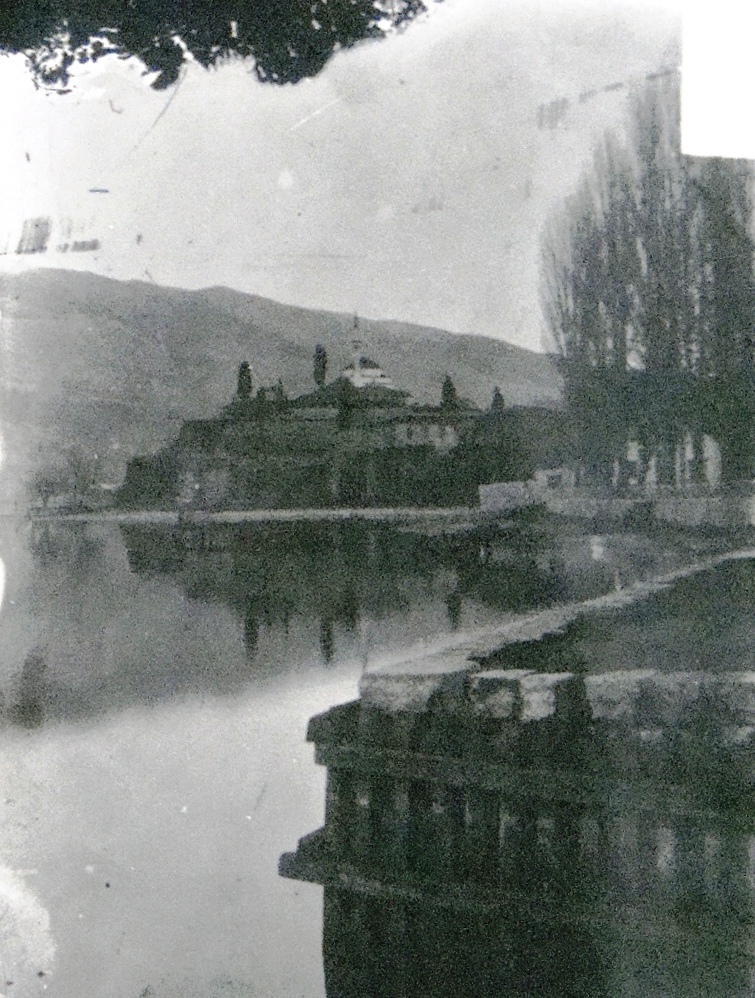
Крепость Али-паши на острове Янина на озере Янина, 1899 год.

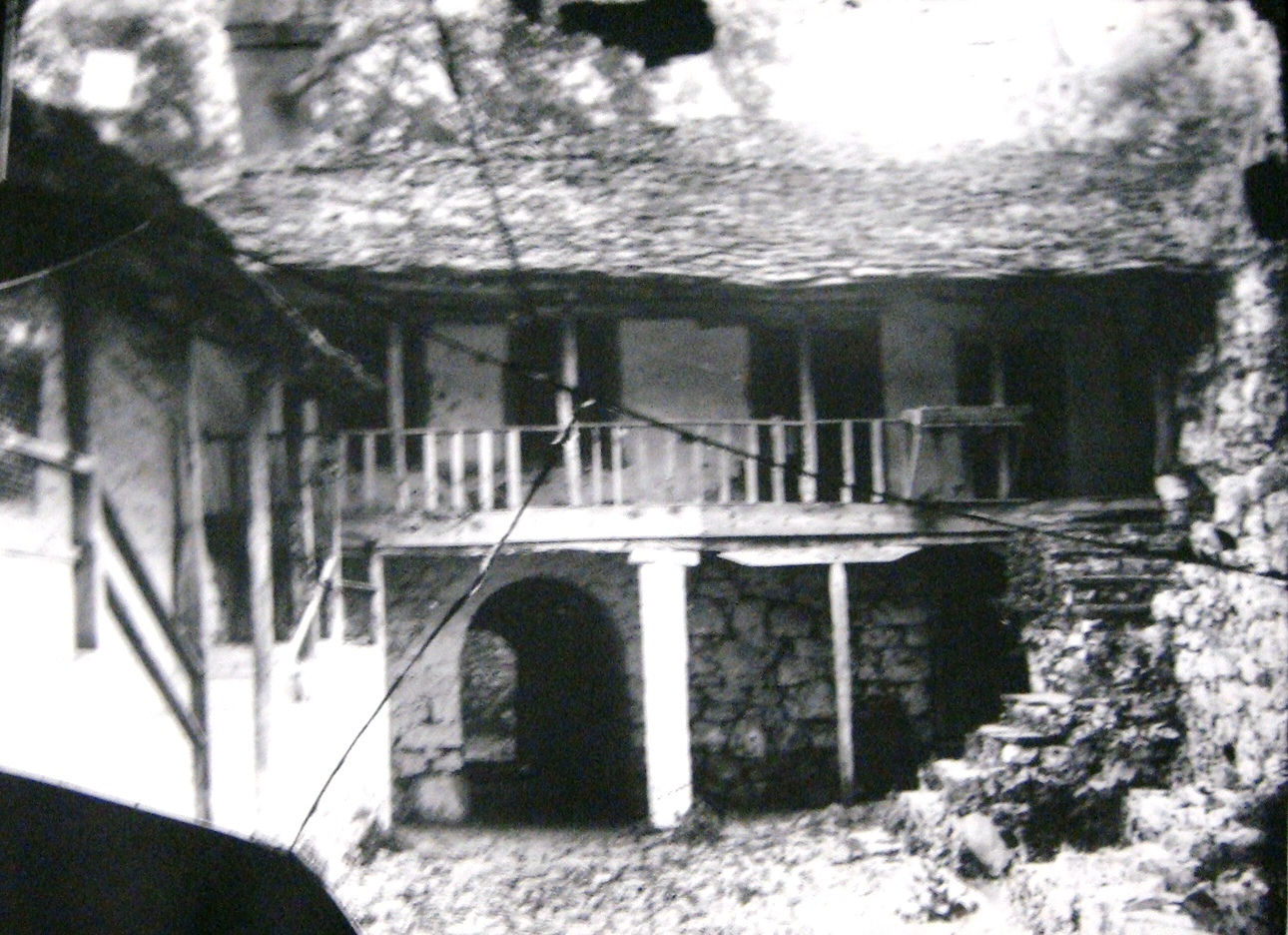
Здание на острове Янина на озере Янина, в котором погиб Али-паша, 1898 год.

#### Дети
У Али-паши Тепеленского было трое сыновей:
- Мухтар-паша (ок. 1768—1822), в 1809 году участвовал в войне с Россией
- Вели-паша (ок. 1771—1822), паша Морейского эялета
- Салих-паша (ок. 1800—1822), наместник Влёры

## Оценка энциклопедического словаря Брокгауза и Ефрона
Али был, бесспорно, богато одаренная натура, но он был дитя своего варварского времени и не мог из имевшихся налицо диких элементов возвести стройное государственное здание. Он может быть назван первым апостолом могущества европейской культуры и необходимости коренных реформ. Своей жизнью он дал урок, которым воспользовались более счастливый египетский Мухаммед Али, а впоследствии и сам султан Махмуд. Не менее того способствовал Али тому образованию умов, которое к концу его жизни повело к возрождению греков.

## Персонаж
Али-паша присутствует в произведениях Дюма-отца, В. Лысяка («Ампирный пасьянс») и Ж. Бенцони («Рабыни дьявола»).

### Персонаж Дюма-отца
История Али-паши отражена в приукрашенном виде в рассказе Гайде из романа Александра Дюма-отца «Граф Монте-Кристо» (часть 4, гл. 20).
Александр Дюма написал также беллетризированную биографию Али-паши («Али-паша», перевод на русский язык Г. Лихачёва, 1841 год), в которой описал его разбойничью жизнь и деятельность уже без прикрас.
Фамильное имя паши по названию родовых земель — Тепелени — русские историографические источники передавали как «Тепеделенти» (Tepedelenti). В советские и российские издания романа А. Дюма «Граф Монте-Кристо» имя паши вошло во французской транскрипции — Али Тибелин (Ali de Tebelen).